# Chirala
Chirala là một thành phố và khu đô thị của quận Prakasam thuộc bang Andhra Pradesh, Ấn Độ.

## Địa lý
Chirala có vị trí 15°49′B 80°21′Đ / 15,82°B 80,35°Đ Nó có độ cao trung bình là 4 mét (13 feet).

## Nhân khẩu
Theo điều tra dân số năm 2001 của Ấn Độ, Chirala có dân số 85.455 người. Phái nam chiếm 50% tổng số dân và phái nữ chiếm 50%. Chirala có tỷ lệ 65% biết đọc biết viết, cao hơn tỷ lệ trung bình toàn quốc là 59,5%: tỷ lệ cho phái nam là 71%, và tỷ lệ cho phái nữ là 58%. Tại Chirala, 10% dân số nhỏ hơn 6 tuổi.